# Opisthosyllis japonica
Opisthosyllis japonica är en ringmaskart som beskrevs av Imajima 1966. Opisthosyllis japonica ingår i släktet Opisthosyllis och familjen Syllidae. Inga underarter finns listade i Catalogue of Life.